# Christian Settipani

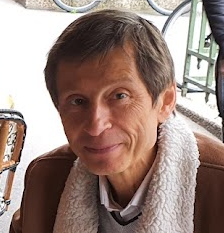
Christian Settipani, 2020

Christian Settipani (* 31. Januar 1961) ist ein französischer Genealoge, Historiker und technischer Direktor in der IT-Branche in Paris.

## Leben
1989 publizierte er mit Les ancêtres de Charlemagne (Die Ahnen Karls des Großen) seine erste größere Arbeit um sein Hauptthema, der Kontinuität der Eliten von der Antike bis zum Hochmittelalter. Für seine Arbeit La préhistoire des Capétiens (1993) erhielt er 1995 den Prix Payard der Académie Nationale de Reims. Sein Studium an der Sorbonne schloss er 1997 mit dem Diplôme d’études approfondies (DEA) ab.
In den Jahren 2000 bis 2004 veröffentlicht er seine Arbeiten in der Reihe Prosopographica et genealogica des Linacre College der Universität Oxford. 2013 promovierte er Université de Lorraine (Metz/Nancy) über „Les prétentions généalogiques à Athènes sous l’empire romain“ (Genealogische Vorstellungen in Athen im Römischen Kaiserreich).

## Werke
- Les ancêtres de Charlemagne, Pau 1989, ISBN 2-906483-28-1, dazu Addenda (2000) online unter , sowie eine überarbeitete und erweiterte zweite Ausgabe 2014 (ISBN 978-1-900934-15-2)
- Nos ancêtres de l’Antiquité. Études des possibilités de liens généalogiques entre les familles de l’Antiquité et celles du haut Moyen-Age européen, Paris 1991, ISBN 978-2-86496-050-8.
- Ruricius Ier évêque de Limoges et ses relations familiales, in: Francia 18/1, Forschungen zur westeuropäischen Geschichte, Mittelalter – Moyen Âge, DHIP, Sigmaringen 1991, online unter
- mit Patrick Van Kerrebrouck: La préhistoire des Capétiens (= Nouvelle histoire généalogique de l’Auguste Maison de France. Bd. 1). 1. Teil: Mérovingiens, Carolingiens et Robertiens, Villeneuve-d’Ascq 1993, ISBN 978-2-9501509-3-6.
- Continuité gentilice et continuité familiale dans les familles sénatoriales romaines à l’époque impériale. Mythe et réalité (= Occasional Publications of the Oxford Unit for Prosopographical Research, Linacre College, Oxford. Bd. 2 = Prosopographica et genealogica. Bd. 2). Unit for Prosopographical Research, Oxford 2000, ISBN 978-1-900934-02-2.
- als Herausgeber mit Katharine S. B. Keats-Rohan: Onomastique et Parenté dans l’Occident médiéval. Unit for Prosopographical Research, Oxford 2000, ISBN 978-1-900934-01-5.
- La noblesse du Midi Carolingien. Études sur quelques grandes familles d’Aquitaine du Languedoc du IXe au XIe siècle. Toulousain, Périgord, Limousin, Poitou, Auvergne (= Occasional publications of the Oxford Unit for Prosopographical Research. Bd. 5). Prosopographica et Genealogica, Oxford 2004, ISBN 978-1-900934-04-6.
- Continuité des élites à Byzance durant les siècles obscurs. Les princes caucasiens et l’Empire du VIe au IXe siècle, Paris 2006, ISBN 978-2-7018-0226-8.
- mit Christophe Badel: Strategies familiales dans l’antiquité tardive (de l’archéologie à l’histoire), Paris 2012, ISBN 978-2-7018-0321-0